# Pontcarral
Pontcarral est un roman d'Albert Cahuet paru en 1937, qui évoque le sort du colonel Pierre Pontcarral, hussard au Premier Empire, lors de la Première Restauration, des Cent-Jours, de la Seconde Restauration, de la monarchie de Juillet jusqu'à sa mort à la bataille de la Macta le 28 juin 1835.

## Résumé
Après le prologue, dans le chapitre XV qui clôt la première partie du roman intitulée "Le Sanglier", des extraits du rapport adressé par le sous-préfet de Sarlat au préfet de la Dordogne résument parfaitement l'essentiel des évènements auxquels M. Pontcarral fut mêlé. « … Pontcarral, durant les années 1815 et 1816 fut l'un des chefs de la rébellion dans le département de la Dordogne. Condamné à mort par contumace, il réussit à trouver un refuge aux États-Unis et bénéficia, en juin 1821, de la clémence de Sa Majesté … sur les instances de M. le général Fournier-Sarlovèze … Rayé des cadres sans demi-solde et mis en observation dans son domaine de Fondaumier … le sieur Pontcarral n'avait paru, … se livrer … à aucune activité répréhensible … que le fait, demeuré mystérieux, du suicide d'un auxiliaire de la police qui se brûla la cervelle après avoir eu un entretien avec l'habitant de Fondaumier. Depuis Pontcarral a épousé la fille aînée de M. le marquis de Ransac, veuve du comte de Blessanges. L'un des bénéfices de cette alliance … fut, pour M. Pontcarral, la levée provisoire des mesures de police auxquelles se trouvait soumis l'ancien rebelle … Or, il y a quelques mois, à la suite d'une querelle … l'ex-colonel a, dans une rencontre, tué … le vicomte Hubert de Rozans, ancien garde du corps de sa majesté …
Depuis cette … affaire, l'ex-colonel Pontcarral a changé les attitudes qu'il avait … simulées lors de son mariage avec Mme de Blessanges. Les renseignements … concordent à nous montrer le dit Pontcarral évitant aujourd'hui les châteaux … se mêlant ostensiblement dans les auberges aux pires ennemis du régime. Son duel lui a, parmi ces gens, refait sa popularité d'autrefois. ». Bien que surveillé par M. de Courteyrac il participe aux Trois Glorieuses où, à la tête d'anciens soldats de l'Empire, il accroche le drapeau au fronton de la mairie de Périgueux. Charles X abdique et l'administration au service des nouveaux maîtres cesse de le faire surveiller.
Dans la deuxième partie du roman intitulé "L'homme", le nouveau régime, celui de Louis-Philippe 1er le repêche pour le mettre à son service et le nomme colonel du XVe hussards à 42 ans. Si sa situation sociale est satisfaisante, il doit composer avec la frigidité de son épouse qui languit en sa compagnie. Après qu'il a forcé la porte de sa chambre, autrement dit qu'il l'a violée, elle part aux eaux à Baden. Là, entre autres futilités, elle rencontre deux soupirants mais n'arrive pas à choisir. La sœur cadette de son épouse, Sibylle de Ransac, profite de l'absence de son aînée pour séduire son beau-frère. Pontcarral ordonne à sa femme de rentrer à la maison. Celle-ci revient à temps pour le voir partir pour l'Algérie à la tête des 200 lames du XVe hussards, un régiment de recrues mal entraînées et équipé de vieilles montures. Survivant des campagnes napoléoniennes, il va périr à la bataille de la Macta.
Épilogue : Son épouse va désormais tenir son rôle de veuve et Sibylle épouse un jeune diplomate, M. de Villandré.

## Analyse
Sur le site Bon sens et Déraison. Pontcarral : mythe ou réalité ?, on apprend dans quelles circonstances Albéric Cahuet eut des renseignements sur la carrière du capitaine Delfaud qui lui fournirent le point de départ et le contexte historique du roman. L'enfance et la vie sentimentale du héros relèvent de l'imagination de l'auteur. D'ailleurs si l'on se fie au nombre élevé de personnages à particule qui s'expriment tout au long de l'œuvre, ce roman met très largement en scène la noblesse lors de la Restauration. Avec Pontcarral, héros des guerres napoléoniennes, l'auteur montre l'opposition entre le rôle que joue la noblesse ou ce qui se prétend être noble d'une part et comment les ex-militaires de l'Empire, le peuple, la paysannerie supportent leur condition d'autre part. L'intégration et l'adaptation du héros au monde « aristocratique » par le truchement de sentiments et de comportements souvent équivoques, tempèrent l'affrontement qui atteint son point culminant lors des « Trois Glorieuses ».
C'est un roman populaire au sens où il a eu beaucoup de succès si l'on en juge par le nombre d'éditions variées qui figurent dans les sites marchands mais ce n'est pas un roman sur le peuple car les petites gens y font tapisserie. Ici et là ils manifestent brièvement et anonymement leur opinion où sont cités comme auxiliaires de la vie de tout ce beau linge comme Toby le groom et Austerlitz le domestique de Pontcarral. Seule La Gaulette s'exprime abondamment mais son nom est précédé d'un article et au milieu du livre elle disparaît, volontairement, pour se marier.
Enfin ironie de l'histoire, la Monarchie de Juillet, se débarrasse d'une partie des vestiges napoléoniens en envoyant des vétérans conquérir l’Algérie où, loin de la patrie, ils trouveront par vocation de soldat, la mort qui les avait épargnés jusque-là. Avant de partir au combat, Pontcarral répond au marquis de Valleroy : « Je crains fort, mon cher Valleroy, que ni vous ni moi n'en puissions voir la fin (la guerre algérienne) » (Servitude et Grandeur militaires)

## Personnages
Liste alphabétique des personnages du roman qui dialoguent
- Le marquis d'Anglars, vieil émigré qui commande des gardes nationaux
- Gabrielle Léone surnommée Garlone, petite-fille du marquis de Ransac, comtesse veuve de Blessanges
- L'ancien colonel du 14e, Bugeaud
- M. de Cerval, sous-préfet de Sarlat
- M. de Chantecor
- Mgr de Cosnac qui devient archevêque de Sens
- Le vicomte de Fongalop
- Mlle de Fontgauffier, cousine de Sibylle
- Le général Fournier-Sarlovèze
- Le capitaine Garon, un ex-soldat de l'empereur
- La Gaulette servante chez Pontcarral
- M. le maréchal ministre Gérard
- Le lieutenant Gourdat du 3e escadron du 1er
- Mme de Granat
- M. de Granat
- M. Huchet de Cintré, préfet de la Dordogne
- Le lieutenant-colonel M. de Loubressac
- Le Roi Louis-Philippe
- Blanche de Mareilhac, amie de Sibylle
- Le vicomte de Montjoie
- Mme de Nazerolles, tante de Sibylle et de Garlone
- Théobald de Nexans
- Le chevalier de Pellegrue, un Légitimiste
- Le baron colonel de hussards Pierre Pontcarral
- Le marquis de Ransac
- Sibylle de Ransac, petite-fille du marquis de Ransac
- Hubert de Rozans, l'amant, le promis volage de Garlone
- M. le baron de Saint-Alvigne
- M. de Saint-Georges, un soupirant de Mme Pontcarral (Garlone)
- Mme la baronne de Saint-Saury
- Le major marquis de Valleroy
- Maître Varenne, notaire
- Mme de Villandré
- Toby le groom et Austerlitz, l'ancien artilleur, domestique de Pontcarral, sont souvent présents mais ne prennent pas la parole. D'autres prennent la parole mais ils sont désignés par leur fonction.

## Adaptation cinématographique
Bernard Zimmer a adapté le roman pour Jean Delannoy qui réalisa le film en 1942 sous le titre Pontcarral, colonel d'Empire.